# Tarenna sechellensis
Tarenna sechellensis là một loài thực vật có hoa trong họ Thiến thảo. Loài này được (Baker) Summerh. miêu tả khoa học đầu tiên năm 1928.